# 岡山市立岡北中学校
岡山市立岡北中学校（おかやましりつ こうほくちゅうがっこう）は、岡山県岡山市北区にある公立中学校。

## 沿革
- 1947年（昭和22年）4月1日 - 岡山市立第三中学校を設立[2]。
- 1948年（昭和23年）4月1日 - 岡山市立岡北中学校に改称。
- 1953年（昭和28年）4月1日 - 岡山市立牧石中学校を統合。
- 1955年（昭和30年）2月 - 校歌制定。（作詞：永瀬清子、作曲：中田喜直）
- 1972年（昭和47年）4月1日 - 男子生徒の頭髪丸坊主規則を撤廃。
- 1974年（昭和49年）4月1日 - 岡山市立京山中学校を本校に同居する形で設立。
- 1975年（昭和50年）4月1日 - 岡山市立京山中学校の校舎完成に伴い、完全分離。

## 通学区域
玉柏、原、中原、畑鮎、金山寺、牟佐、高野尻、下牧、中牧、祇園（866番）、学南町1 - 3丁目、大和町1 - 2丁目、中井町1 - 2丁目、南方4丁目（11番）、法界院、半田町、宿、宿本町、理大町、三野本町、三野1 - 3丁目、北方1 - 4丁目、津島東1 - 4丁目、津島中2 - 3丁目

## 進学前小学校
- 岡山市立御野小学校
- 岡山市立牧石小学校[3]

## 卒業生
- 有森裕子（元マラソン選手）
- 磯田道史（歴史学者・作家）

## 交通
- JR津山線:法界院駅より徒歩2分

## 通学区域が隣接している学校
- 岡山市立御津中学校
- 岡山市立香和中学校
- 岡山市立京山中学校
- 岡山市立岡山中央中学校
- 岡山市立操山中学校
- 岡山市立高島中学校
- 岡山市立竜操中学校
- 岡山市立旭東中学校
- 岡山市立瀬戸中学校
- 赤磐市立高陽中学校